# Schneeberg (Unterfranken)
Schneeberg (Unterfranken) este o comună-târg din districtul Miltenberg, regiunea administrativă Franconia Inferioară, landul Bavaria, Germania.